# Strictosidin
Strictosidin ist ein Vincaalkaloid aus Rhazya stricta und dem Madagaskar-Immergrün (Catharanthus roseus) aus der Familie der Hundsgiftgewächse. In der Synthese der Indolalkaloide spielt Strictosidin eine wichtige Rolle: Es ist der vermutete Vorläufer von über 1400 unterschiedlichen Indol-Terpen-Alkaloiden. Zu erwähnen ist das Opioid Mitragynin, dessen Vorläufer Strictosidin ist, und somit für die Erforschung der Biosynthese von Opioiden neuer Generation eine große Rolle spielt.

## Biosynthese
Es entsteht durch Pictet-Spengler-Kondensation von Tryptamin und dem C-7 des Secologanin. Diese Reaktion wird von dem Enzym Strictosidin-Synthase katalysiert.

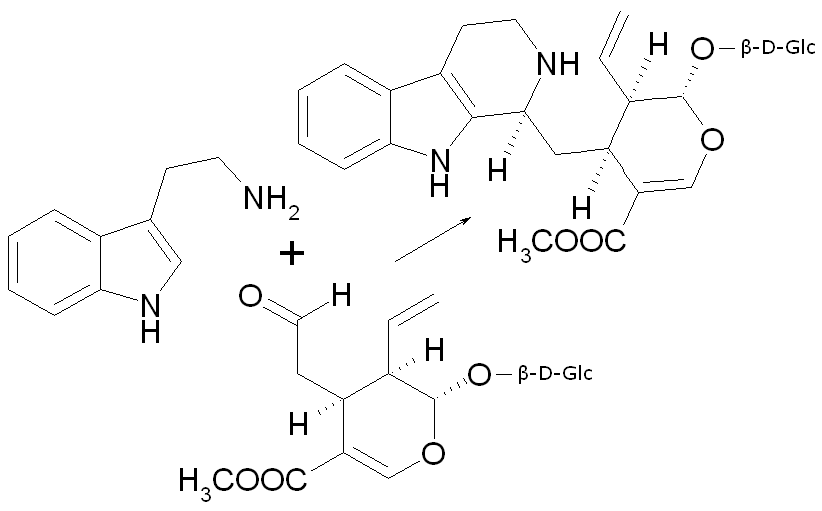
Synthese von Strictosidin (rechts) aus Tryptamin (links) und Secologanin (Mitte): Mannich-artige Kondensation mit anschließender Ringschlussreaktion

## Forschung
Die Beteiligung von Strictosidin an der antimikrobiellen Wirkung und der Wirkung als Antifraßstoff gegen diverse Insekten, der Blätter von Catharanthus roseus wurde untersucht. Strictosidin und sein Deglucosylierungsprodukt, das spezifisch durch das Enzym Strictosidin-Glucosidase gebildet wird, erwiesen sich als aktiv gegen mehrere Mikroorganismen.

## Analytik
Der spezifische Drehwinkel des Hydrochlorids in Methanol beträgt −143° bei 25 °C im Natriumlicht.